# Bundesautobahn 30
Die Bundesautobahn 30 (Abkürzung: BAB 30) – Kurzform: Autobahn 30 (Abkürzung: A 30) – ist eine Autobahn in Deutschland und verläuft in West-Ost-Richtung, beginnend an der niederländischen Grenze, bis Bad Oeynhausen in Ostwestfalen-Lippe. An der Grenze besteht Anschluss an die niederländische A1, dadurch ist die A 30 Teil der wichtigen europäischen Verbindung Amsterdam–Berlin–Warschau (Europastraße 30). Sie verbindet innerhalb Deutschlands die Niederlande mit Osnabrück, Minden und Hannover.

## Linienführung
Als Verlängerung der niederländischen Autobahn A 1 beginnt die Bundesautobahn 30 an der deutsch-niederländischen Grenze zwischen Nordhorn und Bad Bentheim und unterquert ihrem Verlauf nach Osten folgend zuerst bei Schüttorf die Bundesautobahn 31, sodass bereits hier direkte Verbindungen nach Süden ins Ruhrgebiet und weiter bis Köln sowie nach Norden Richtung Emden bestehen. Weiter führt sie an Rheine vorbei und kreuzt südwestlich von Osnabrück im Tecklenburger Land bei Lotte die A 1, wodurch Anschlüsse nach Norden in Richtung Bremen (A 1) und Oldenburg (A 1 und A 29) sowie nach Süden in Richtung Münster (A 1) bestehen. Südöstlich von Osnabrück kreuzt die A 30 die A 33, die nach Nordosten, vorläufig in die B 51 übergehend, nach Diepholz und nach Südosten nach Bielefeld führt. Etwa 50 Kilometer weiter östlich endet die A 30 schließlich bei Bad Oeynhausen mit Anschluss an die A 2 und geht danach in die B 514 Richtung Vlotho über.
Weil die A 30 recht gradlinig trassiert ist, überquert sie auf ihrem Weg von der niederländischen Grenze zur A 2 dreimal die Landesgrenze zwischen Niedersachsen und Nordrhein-Westfalen (nördlich von Rheine, südwestlich von Osnabrück und bei Bruchmühlen). Ursache ist, dass die Landesgrenze hier einen mäanderartigen Verlauf hat. Wer nach Hannover weiterfährt, überquert diese Landesgrenze ein viertes Mal (bei Bad Eilsen). Probleme bereitet dieser Umstand Lkw-Fahrern, die an Fronleichnam oder Allerheiligen etwa von Bad Bentheim nach Hannover fahren wollen. Denn beide Tage sind in Niedersachsen Werktage, in Nordrhein-Westfalen hingegen gesetzliche Feiertage, an denen es im Regelfall Lkw über 7,5 t Gesamtgewicht verboten ist, am öffentlichen Straßenverkehr teilzunehmen. Für Transitfahrten (hier: von Niedersachsen nach Niedersachsen über Nordrhein-Westfalen) besteht jedoch die Möglichkeit, eine Sondergenehmigung zu erhalten. An den beiden Feiertagen in Nordrhein-Westfalen ist damit zu rechnen, dass auf Parkplätzen an der A 30 vor der Landesgrenze nach Nordrhein-Westfalen ungewöhnlich viele Lkw-Fahrer eine Zwangspause einlegen, die kein Ziel in Niedersachsen oder einem anderen Gebiet ansteuern, an dem der betreffende Tag als Werktag gilt, bzw. die über keine Sondergenehmigung verfügen.

## Geschichte
Die ersten Planungen gehen auf das Jahr 1933 zurück, als mit den Niederlanden eine internationale Autostraße über Oldenzaal, Bad Bentheim, Salzbergen und Rheine geplant wurde. Die Netzpläne für die Reichsautobahn enthielten 1938 bis 1940 eine Strecke, die südlich an Salzbergen, nördlich an Rheine und südlich an Osnabrück vorbeiführen und im Raum Herford/Bielefeld auf die heutige A 2 treffen sollte.
Nach dem Ende des Zweiten Weltkriegs wurde für den Abschnitt von Bad Bentheim bis nach Osnabrück zunächst nur an den Ausbau der Bundesstraße 65 mit einigen Ortsumgehungen gedacht. Entsprechend war im Gesetz über den Ausbauplan für die Bundesfernstraßen vom 27. Juli 1957 diese Strecke nur als auszubauende Bundesstraße mit einer Länge von 68,9 km enthalten. 1961 wurden die Planungen dahingehend geändert, den Abschnitt als autobahnähnlichen Neubau zu errichten. Die Linienbestimmungen für die einzelnen Teilstrecken erfolgten zwischen 1966 und 1981.
In der ersten Hälfte der 1950er Jahre einigten sich die Länder Niedersachsen und Nordrhein-Westfalen zunächst auf die Errichtung einer leistungsfähigen Landesstraßenverbindung zwischen Osnabrück und Bad Oeynhausen. Mit dem Bau eines Abschnittes zwischen Melle und Bruchmühlen wurde 1956 auch begonnen. Das Gesetz über den Ausbauplan für die Bundesfernstraßen vom 27. Juli 1957 sah für die Strecke Osnabrück – Bad Oeynhausen den Neubau einer Bundesstraße mit Anschluss an die Bundesautobahn Hannover – Ruhrgebiet und einer Länge von 53,6 km vor. Dennoch wurde das Vorhaben zunächst als vierstreifige, kreuzungsfreie Landesstraße 777n zwischen Bruchmühlen und Löhne in Nordrhein-Westfalen vorangetrieben sowie in den Jahren 1963 und 1964 die Linie nach Landesrecht bestimmt. Hingegen wurde die Linie des niedersächsischen Teils zwischen Osnabrück und Bruchmühlen 1964 und 1965 als Bundesstraße bestimmt. 1967 wurde entschieden, den Bau als Bundesautobahn fortzuführen.
Im Bedarfsplan des Gesetzes über den Ausbau der Bundesfernstraßen in den Jahren 1971 bis 1985 vom 30. Juni 1971 war die gesamte Strecke von Bad Bentheim über Osnabrück nach Bad Oeynhausen unter der internen Bezeichnung „Autobahn 64“ geführt und zur Realisierung vorgesehen. Hingegen war der Streckenabschnitt Bad Oeynhausen – Minden – Stadthagen – Hannover-Laatzen lediglich zur Ausführung als vierstreifige autobahnähnliche Bundesstraße mit den Nummern 61 (Bad Oeynhausen – Minden) und 65 (Minden – Hannover) enthalten. Der Ausbau für die Abschnitte Rheine – Osnabrück – Bad Oeynhausen und Bad Oeynhausen – Minden – Bückeburg sowie für die Ortsumgehung (OU) Stadthagen und für Teile der Südumfahrung Hannover (A 2 bis B 3) war der Dringlichkeitsstufe I zugeordnet. Alle anderen Teilstrecken waren in der Dringlichkeitsstufe II eingeordnet.
Mit der Neustrukturierung und neuen Nummerierung des Netzes der Bundesautobahnen, die mit Wirkung ab 1. Januar 1975 eingeführt wurde, erhielt der Streckenzug Bad Bentheim (Grenze D/NL) – Rheine – Osnabrück – Bad Oeynhausen – Minden – Stadthagen – Laatzen die einheitliche Bezeichnung „Bundesautobahn 30“. Die A 30 sollte nach dieser Planung nördlich Werste und Eidinghausen um Bad Oeynhausen geführt werden. Im Bereich der heutigen AS Dehme sollte ein Autobahndreieck errichtet werden, um die damals geplante A 339 Bad Oeynhausen – Vlotho anzubinden. Nach einer nördlichen Umgehung der westlichen Ortsteile von Dehme war die Querung der B 61 und die südliche Führung um die östlichen Ortsteile von Dehme beabsichtigt. Sodann war an den Ausbau der B 61 zwischen Dehme und Porta Westfalica-Barkhausen gedacht. Der Stadtteil Barkhausen sollte östlich umgangen und an die B 65 südlich Minden angebunden werden. Die A 30 verlief weiter über die bereits fertiggestellte Ortsumgehung Minden (B 65) mit Anschluss westlich Bückeburg. Die Neubaustrecke der A 30 war dann parallel zur B 65 bis Stadthagen beabsichtigt, wobei Bückeburg, Obernkirchen-Vehlen, Obernkirchen-Gelldorf und Nienstädt nördlich umgangen werden sollten. Südöstlich Stadthagen war die Querung der B 65 und die Führung um Stadthagen geplant, sodass östlich der Stadt ein weiterer Anschluss an die B 65 erfolgen sollte. Zwischen Stadthagen und Hannover war die Trassenführung südlich Lindhorst, nördlich Beckedorf, nördlich Bad Nenndorf (Kreuz mit der A 2), südlich Barsinghausen-Goltern, nördlich Barsinghausen-Eckerde, nördlich Gehrden (Kreuz mit A 35), nördlich Ronnenberg, nördlich Hemmingen-Devese, nördlich Hemmingen-Arnum und nördlich Laatzen-Grasdorf zur A 37 vorgesehen.
Auch nach dem Gesetz zur Änderung des Gesetzes über den Ausbau der Bundesfernstraßen in den Jahren 1971 bis 1985 vom 5. August 1976 war die A 30 zwischen Bad Bentheim und Hannover vorgesehen. Allerdings änderten sich die Dringlichkeitsstufen: die Strecke Rheine – Osnabrück – Bad Oeynhausen befand sich noch in Dringlichkeitsstufe Ia, wobei ohnehin weite Teile bereits fertiggestellt oder im Bau waren. Der Abschnitt Bad Bentheim – Rheine war einbahnig der Dringlichkeitsstufe Ib, im Übrigen dem weiteren Bedarf zugeordnet. Die Teilstrecke Bad Oeynhausen – Porta Westfalica war in der Dringlichkeitsstufe Ib, zwischen Porta Westfalica und Minden in der Stufe Ia enthalten. Bis auf die im Bau befindlichen Abschnitte westlich Bückeburg und der OU Stadthagen sowie die geplante einbahnige OU Bückeburg und einige kurze Abschnitte südlich Hannover war der Streckenzug Minden – Hannover in den weiteren Bedarf eingestellt.
Mit dem zweiten Gesetz zur Änderung des Gesetzes über den Ausbau der Bundesfernstraßen in den Jahren 1971 bis 1985 vom 25. August 1980 änderten sich die Planungen grundlegend. Zwar war die Strecke Bad Bentheim – Rheine – Osnabrück – Bad Oeynhausen erstmals der Dringlichkeitsstufe I zugewiesen. Der Abschnitt Bad Oeynhausen – Minden – Hannover-Laatzen der A 30 wurde indes aus dem Bedarfsplan gestrichen. Hintergrund war die Überprüfung von Parallelplanungen zum bestehenden Autobahnnetz im Zuge der Aufstellung des Bundesverkehrswegeplans 1980, denn die vorgesehene Trasse der A 30 verlief hier teilweise nur wenige Kilometer zur A 2 entfernt. Dennoch waren in der Dringlichkeitsstufe I die B 61n Bad Oeynhausen – Minden (teilweise vierstreifig) sowie die Ortsumgehung Bückeburg (vierstreifig) und die Strecke Großgoltern – Benthe im Zuge der B 65 vorgesehen.
Im dritten Gesetz zur Änderung des Fernstraßenausbaugesetzes vom 21. April 1986 blieb der Abschnitt Bad Oeynhausen – Minden – Hannover der A 30 gestrichen. Zudem gab es weitere Veränderungen bei den Projekten, die auf der alten Trasse der A 30 zur Ausführung kommen sollten. So wurde die Strecke Bad Oeynhausen – Porta Westfalica ersatzlos gestrichen. Zwischen Bückeburg und Stadthagen war der vierstreifige Ausbau der vorhandenen Bundesstraße mit einzelnen Ortsumgehungen vorgesehen. Von der A 2 bei Bad Nenndorf und Benthe bei Hannover war eine zweistreifige Neubaulösung enthalten. Abgesehen von den bereits im Bau befindlichen Abschnitten der A 30 zwischen Bad Bentheim und Osnabrück war lediglich die Strecke Porta Westfalica – Minden noch im vordringlichen Bedarf eingestuft, während alle anderen Projekte einschließlich der Umgehung von Bad Oeynhausen nur im weiteren Bedarf enthalten waren.
Die A 30 zwischen Bad Oeynhausen, Minden und Hannover blieb nach dem Vierten Gesetzes zur Änderung des Fernstraßenausbaugesetzes vom 15. November 1993 gestrichen. Vorgesehen waren im Zuge der B 65 die Ortsumgehung Vehlen, (weiterer Bedarf) und Nienstädt, der Ausbau der vorhandenen B 65 zwischen diesen beiden Orten sowie zwischen Stadthagen und Bad Nenndorf (allesamt weiterer Bedarf). Weiterhin war zwischen der A 2 bei Bad Nenndorf und Benthe bei Hannover der zweistreifige Neubau der B 65 im weiteren Bedarf. Einzig die Nordumgehung Bad Oeynhausen der A 30 erfuhr eine Priorisierung in den vordringlichen Bedarf. Das Projekt eines vierstreifigen Neubaus der B 61 zwischen Porta Westfalica und Minden war weiterhin ins Auge gefasst.
Die neue Anschlussstelle 11a Ibbenbüren-West wurde mit ihrem Zubringer am 7. September 2005 eröffnet. Die bisherige Anschlussstelle 11 Ibbenbüren wurde zu 11b Ibbenbüren.
Die Bundesverkehrswegepläne 2003 und 2030 brachten keine Neuaufnahme der A 30 zwischen Bad Oeynhausen und Hannover. Verbesserungen sind hier lediglich im Bundesstraßennetz vorgesehen, so sind umfangreiche zweistreifige Neutrassierungen und mehrstreifige Ausbauten der B 65 vorgesehen.
Infolge der Planänderungen verblieben Torsos des A 30-Baus, etwa die Ortsumgehung von Stadthagen und die Südumgehung von Minden im Zuge der B 65 sowie Teile einer geplanten Anschlussstelle in Laatzen, die heute als Festplatz genutzt wird. Im Bereich des Laatzener Festplatzes wurde beim Bau der Schnellfahrstrecke Hannover–Würzburg der DB auch bereits eine Bahnbrücke über die geplante Autobahn gebaut. Diese Brücke wird heute nur für eine Verbindung zum Festplatz und für einen Fuß- und Radweg genutzt.

### Verkehrsfreigaben
| Jahr | Abschnitt                                                                   | km      | Bemerkung                                                                                 |
| ---- | --------------------------------------------------------------------------- | ------- | ----------------------------------------------------------------------------------------- |
| 1966 | östlich AS Gesmold (K 228) – AS Melle-Ost                                   | 3,8 km  | zunächst einbahnig als Landesstraße                                                       |
| 1967 | AS Lotte – westlich AK Osnabrück-Süd                                        | 13,8 km | zunächst als B 65                                                                         |
| 1968 | östlich AS Bissendorf (K 228 bei Himbergen) – östlich AS Gesmold            | 8,1 km  |                                                                                           |
| 1969 | AS Löhne – AS Gohfeld                                                       | 3,5 km  | davon 2 km auf später geplanter Trasse der A 30                                           |
| 1971 | westlich AS Bruchmühlen – AS Löhne                                          | 19,9 km |                                                                                           |
| 1971 | AK Porta Westfalica-Barkhausen/Minden – AS Porta Westfalica-Neesen          | 1,5 km  | heute als B 65 gewidmet                                                                   |
| 1973 | westlich AK Osnabrück-Süd – östlich AS Bissendorf                           | 8,3 km  |                                                                                           |
| 1973 | AS Porta Westfalica-Neesen – Landesgrenze Niedersachsen/Nordrhein-Westfalen | 2,9 km  | heute als B 65 gewidmet                                                                   |
| 1976 | AS Melle-Ost – westlich AS Bruchmühlen                                      | 8,0 km  | Aus- und Umbau eines bereits 1958 fertiggestellten Abschnittes einer Landesstraße         |
| 1976 | AS Ibbenbüren – AS Lotte                                                    | 13,1 km |                                                                                           |
| 1978 | Landesgrenze Niedersachsen/Nordrhein-Westfalen – östlich Röcke              | 3,2 km  | heute als B 65 gewidmet                                                                   |
| 1978 | westlich AS Hörstel – AS Ibbenbüren                                         | 10,9 km |                                                                                           |
| 1979 | OU Stadthagen                                                               | 4,9 km  | vierstreifig, heute als B 65 gewidmet                                                     |
| 1980 | AS Bad Oeynhausen-Ost – AK Bad Oeynhausen                                   | 1,1 km  |                                                                                           |
| 1985 | Staatsgrenze D/NL – AS Schüttorf                                            | 15,7 km |                                                                                           |
| 1986 | AS Rheine-Kanalhafen – westlich AS Hörstel                                  | 1,0 km  |                                                                                           |
| 1987 | AS Rheine-Nord – AS Rheine-Kanalhafen                                       | 8,4 km  |                                                                                           |
| 1990 | OU Bückeburg                                                                | 4,5 km  | zweistreifig, als B 65 gewidmet                                                           |
| 1991 | AS Schüttorf – AS Rheine-Nord                                               | 12,9 km |                                                                                           |
| 2002 | OU Porta Westfalica-Barkhausen mit Weserauentunnel                          | 2,7 km  | vierstreifig, als B 61 gewidmet                                                           |
| 2014 | AS Bad Oeynhausen-Nord – AS Dehme                                           | 1,6 km  | nicht als Autobahn beschildert, einspurig, nur maximal 50 km/h erlaubt, Baustellenbereich |
| 2018 | AS Gohfeld (ehemals AD Löhne) – AS Bad Oeynhausen-Ost                       | 8,5 km  |                                                                                           |

## Bau der Nordumgehung von Bad Oeynhausen

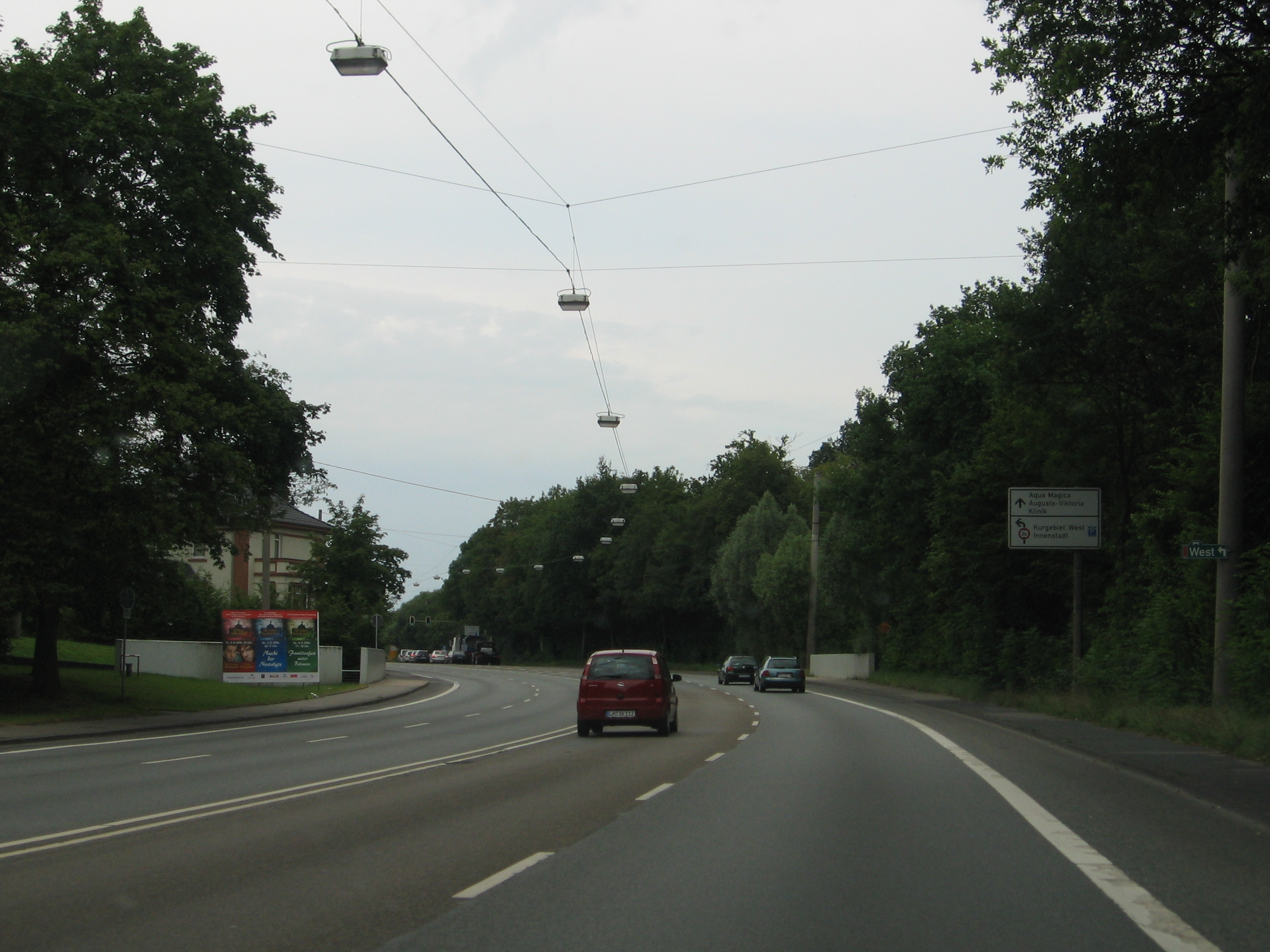
Die damalige B 61 durch Bad Oeynhausen verband die beiden Autobahnteile

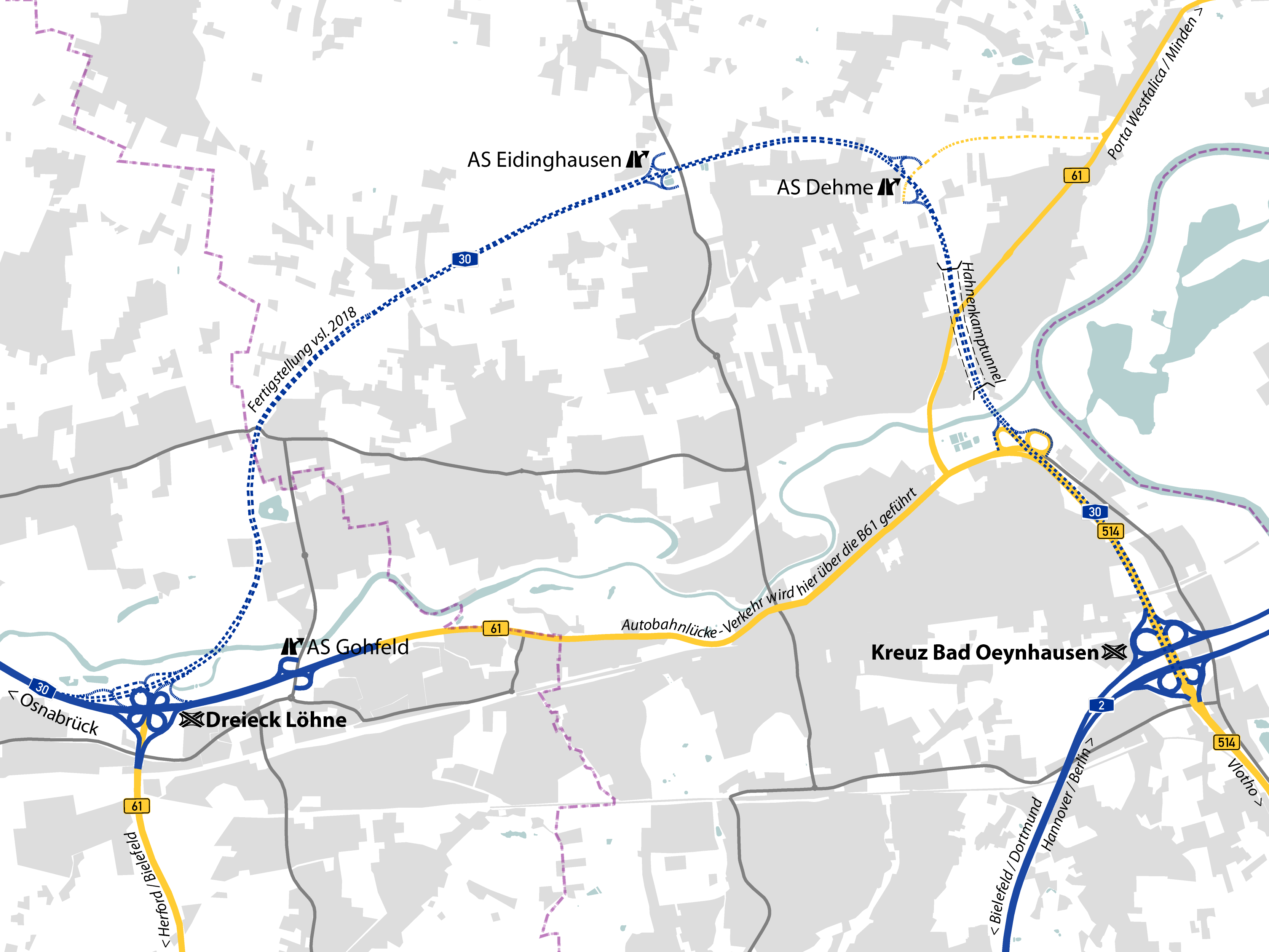
Verlauf der Nordumgehung

Bis 2018 ging die A 30 westlich vor Bad Oeynhausen in die B 61 über, auf der der Verkehr durch den Kurort geleitet wurde und die im Osten der Stadt wieder an das bereits 1980 fertiggestellte Teilstück der A 30 zwischen der Anschlussstelle Bad Oeynhausen-Ost (früher Rehme) und der A 2 (Kreuz Bad Oeynhausen) anschloss.
Die Schließung der Autobahnlücke bei Bad Oeynhausen wurde 38 Jahre lang geplant, wobei sie von Streitigkeiten um die Streckenführung immer wieder verzögert wurde. Als Alternativen zu einer Nordumgehung der Stadt wurden eine Streckenführung südlich von Bad Oeynhausen vom Dreieck Löhne zur A 2 bei Exter („Südumgehung“) und der Verlauf entlang der bisherigen Strecke durch die Stadt in Trogbauweise genannt.
Im Januar 2007 erließ die Bezirksregierung Detmold auf Antrag des Landesbetriebs Straßenbau NRW einen Planfeststellungsbeschluss für den Bau dieses letzten Abschnitts der A 30 als Nordumgehung. Das etwa 8,5 km lange Teilstück erhält zwei neue Anschlussstellen, 28 Brücken und einen Tunnel.
Eine Bürgerinitiative, die sich gegen den Bau der Autobahn einsetzte, klagte gegen den Planfeststellungsbeschluss vor dem Bundesverwaltungsgericht, das seit Dezember 2006 erst- und letztinstanzlich für Verfahren im Zusammenhang mit größeren Autobahnbauprojekten zuständig ist. Im Juli 2008 wies das Gericht die Klage als unbegründet ab.
Der Bau wurde im September 2008 begonnen, die Fertigstellung wurde zunächst für das Jahr 2014 angestrebt. Am 12. März 2014 wurde das Teilstück zwischen den Anschlussstellen Bad Oeynhausen-Nord und Dehme mit zunächst einem Fahrstreifen pro Fahrtrichtung freigegeben, während die Fertigstellung der gesamten Nordumgehung für Ende 2016 erwartet wurde. Durch Einsprüche einer am Ausschreibungsverfahren beteiligten Firma verzögerte sich die Auftragsvergabe für den vierten Bauabschnitt bis zum Oktober 2015, diese war ursprünglich für Mai 2015 vorgesehen. Im Jahr 2016 begann der Bau des vierten und letzten Bauabschnitts, der die Umgestaltung der neuen AS Gohfeld (ehemaliges Autobahndreieck Löhne) beinhaltet und die Anbindung der Nordumgehung an den existierenden Teil der A 30 und die B 61 bildet. Teile der bereits fertiggestellten, aber noch nicht freigegebenen Abschnitte der Nordumgehung dienten im Februar und April 2016 als Drehort für den Kinofilm Out of Control. Die offizielle Eröffnung der Nordumgehung fand am 6. Dezember 2018 statt.
Die Verkehrsfreigabe erfolgte am 9. Dezember 2018, der Abschnitt zwischen Gohfeld und Bad Oeynhausen-Nord in Richtung Hannover wurde am 13. Dezember 2018 freigegeben. Nach der Erledigung restlicher Bauarbeiten im Bereich der AS Gohfeld (ehemaliges Autobahndreieck Löhne) ist die gesamte Baumaßnahme beendet und die Autobahn in diesem Abschnitt uneingeschränkt befahrbar.

### Film
- Autobahn, Dokumentarfilm über die Verkehrssituation in Bad Oeynhausen und den Bau der Nordumgehung, 2019, 85 Min., Buch und Regie: Daniel Abma, Premiere: DOK Leipzig 2019, www.autobahn-film.de

## Geplante Ausbaumaßnahmen
Die A 30 soll im Abschnitt zwischen dem Kreuz Lotte/Osnabrück und dem Kreuz Osnabrück-Süd auf drei Fahrstreifen je Richtung erweitert werden. Im Zuge dieses Projektes ist außerdem der Umbau des AK Osnabrück-Süd geplant. Das gesamte Vorhaben ist im Bundesverkehrswegeplan 2030 als „Vordringlicher Bedarf mit Engpassbeseitigung“ (VB-E) geführt.